# جوني ماكيفوي
جوني ماكيفوي (بالإنجليزية: Johnny McEvoy) هو مغني أيرلندي، ولد في 1947.

## وصلات خارجية
- جوني ماكيفوي على موقع ميوزك برينز (الإنجليزية)
- جوني ماكيفوي على موقع ديسكوغز (الإنجليزية)